# 黃點副棘鮃
黃點副棘鮃為輻鰭魚綱鰈形目鰈亞目牙鮃科的其中一種，為亞熱帶海水魚，分布於東太平洋區，從美國加州蒙德勒灣至哥斯大黎加海域，棲息深度2-201公尺，體長可達25公分，棲息在沙泥底質底層水域，生活習性不明，可做為食用魚。

## 扩展阅读
維基物種上的相關：黃點副棘鮃